# Eibach (Lindlar)
Der Hof Eibach ist ein Ortsteil der Gemeinde Lindlar, Oberbergischer Kreis, im Regierungsbezirk Köln in Nordrhein-Westfalen (Deutschland). 

## Lage und Beschreibung
Eibach liegt nordöstlich von Lindlar und östlich von Scheel am Eibachsiefen, einem linken Zufluss des Scheelbachs. Östlich von Eibach findet sich die Kommunalgrenze zur Stadt Gummersbach. Südlich von Eibach findet sich der Mühlenberg mit einer Höhe von 293 m.

## Geschichte
1352 wurde Eibach das erste Mal als eybach erwähnt. In Eibach bestand lange Zeit eine Wasserburg, die Burg Eibach, von der jetzt nur noch eine Ruine zeugt.
Die Topographia Ducatus Montani des Erich Philipp Ploennies, Blatt Amt Steinbach, belegt, dass der Wohnplatz bereits 1715 bestand, der als Adelich haus bezeichnet und als Ebach beschriftet ist. Carl Friedrich von Wiebeking benennt die Hofschaft auf seiner Charte des Herzogthums Berg 1789 als Ebach. Aus ihr geht hervor, dass der Ort zu dieser Zeit Teil der Honschaft Scheel im Oberen Kirchspiel Lindlar war.
Die Preußische Uraufnahme von 1840 zeigt den Wohnplatz unter dem Namen Eibach. Ab der Preußischen Neuaufnahme von 1894/96 ist der Ort auf Messtischblättern regelmäßig als Eibach verzeichnet.
1822 lebten zusammen sieben Menschen in den als Rittersitz und Eisenhammer (gemeint ist der Eibachhammer) zwei Orten, die nach dem Zusammenbruch der napoleonischen Administration und deren Ablösung zur Bürgermeisterei Lindlar im Kreis Wipperfürth gehörten. Für das Jahr 1830 werden für beide als Rittersitz und Eisenhammer bezeichnete Orte sieben Einwohner angegeben. Der 1845 laut der Uebersicht des Regierungs-Bezirks Cöln als Eibach bezeichnete und als Hof und Osemundshammer kategorisierte Doppelort besaß zu dieser Zeit ein Wohngebäude mit 15 Einwohnern, alle katholischen Bekenntnisses.
Die Gemeinde- und Gutbezirksstatistik der Rheinprovinz führt das Rittergut Eibach 1871 mit einem Wohnhaus und elf Einwohnern auf. Im Gemeindelexikon für die Provinz Rheinland von 1888 werden für Eibach ein Wohnhaus mit zwölf Einwohnern angegeben. 1895 besitzt der Ort zwei Wohnhäuser mit sechs Einwohnern und gehörte konfessionell zum evangelischen Kirchspiel Hülsenbusch und zum katholischen Kirchspiel Frielingsdorf, 1905 werden zwei Wohnhäuser und 15 Einwohner angegeben.

## Weblinks

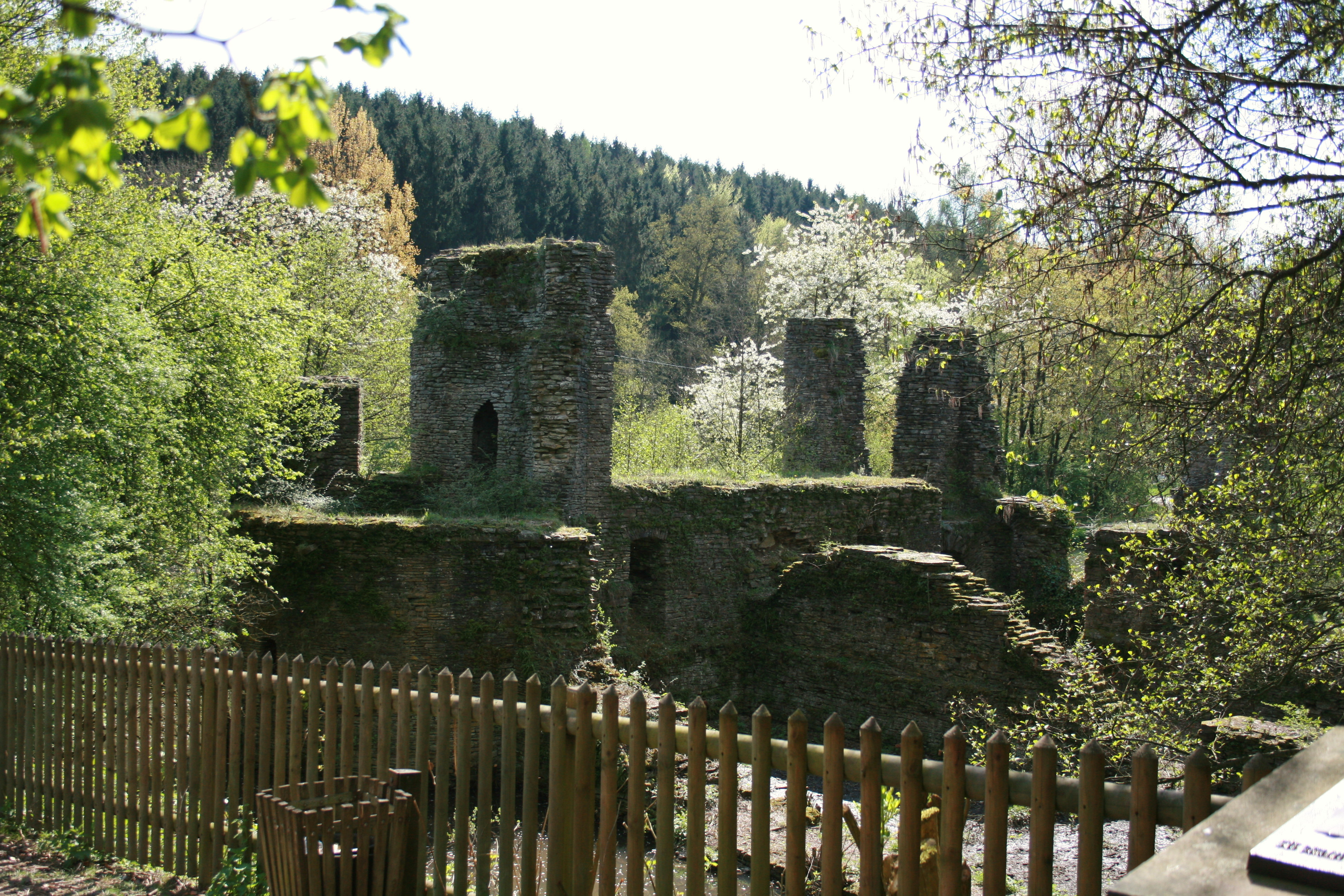
Ruine der Burg Eibach
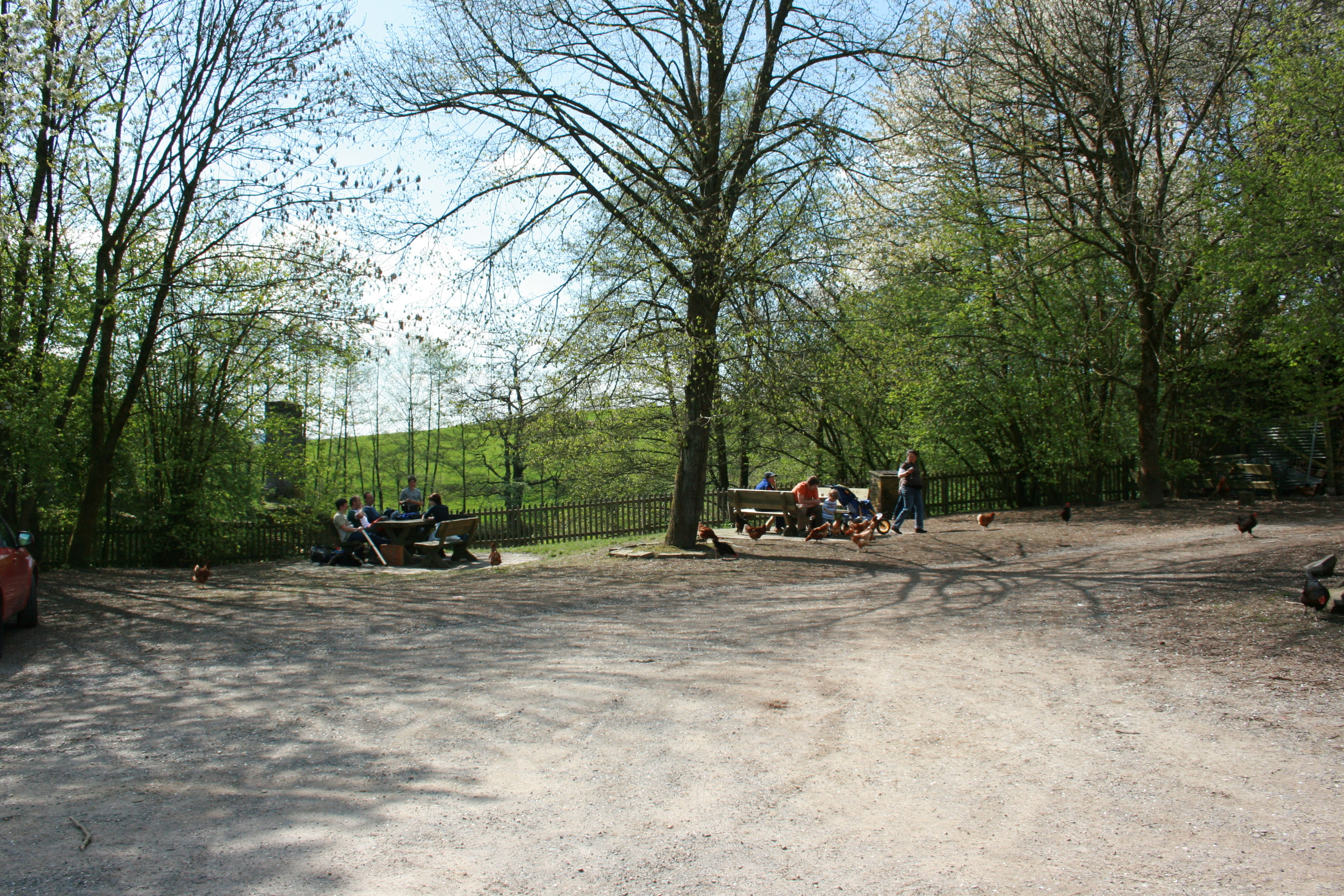
Rastplatz zwischen Burg und Gutshof
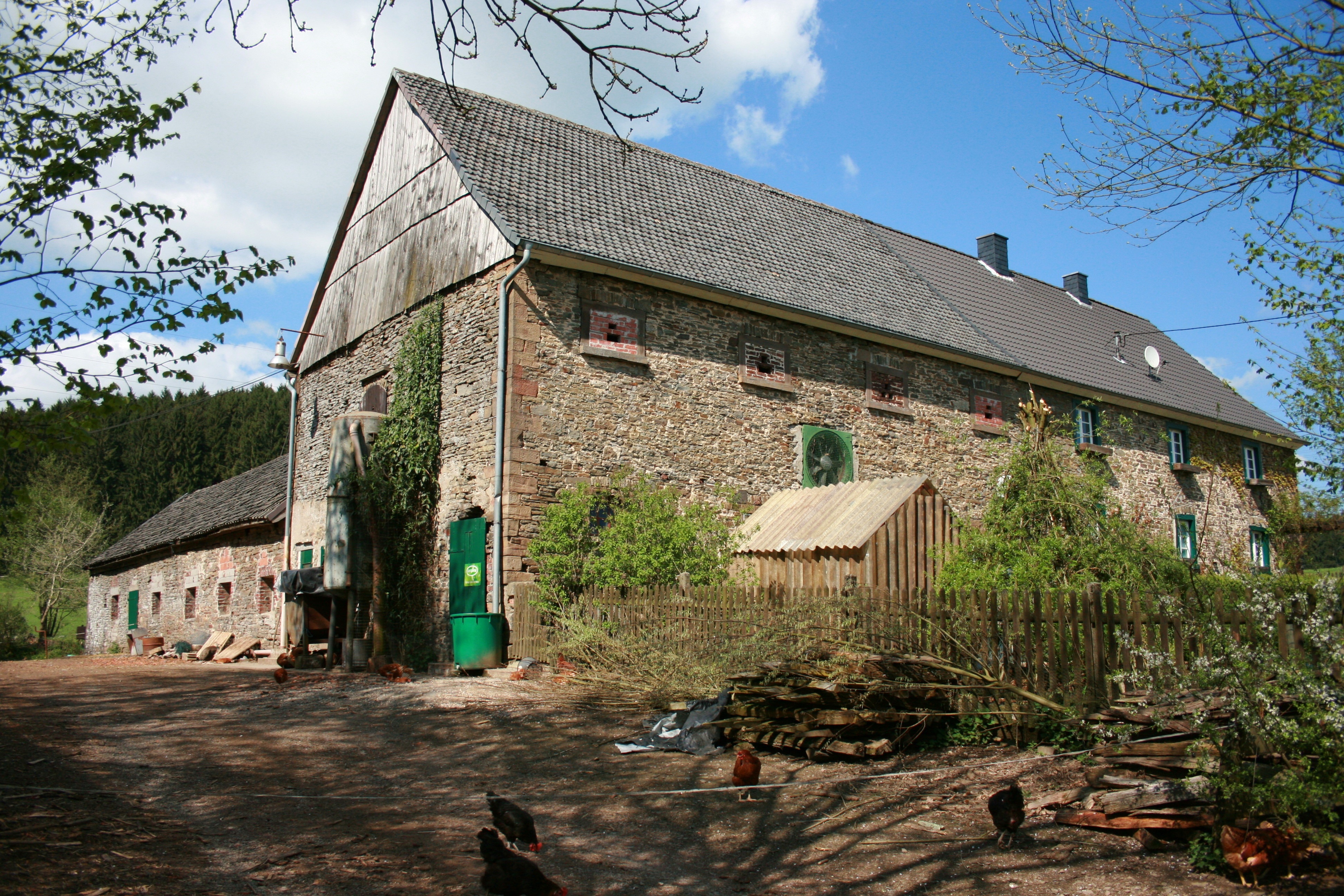
Gut Eibach

## Busverbindungen
Die nächste Haltestelle ist Scheel.